# 莱州站
莱州站位于中华人民共和国山东省烟台市莱州市文峰街道曹家村，是津潍烟高速铁路潍烟段上的一座车站，2024年10月21日随潍烟高铁开通开办客运业务，车站规模为2台6线。

## 车站周边
- 莱州市原野科技有限公司
- 莱州宏顺梅园
- 曹家村、槽碾村、双庙村、马神庙张家村

### 公交接驳
- 高铁站（车站西北侧立交桥下路口）：莱州11路
- 张家（需向西南走小路约750m）：莱州1200路